# Castelnau-de-Lévis
Castelnau-de-Lévis là một xã trong tỉnh Tarn thuộc vùng Occitanie ở miền nam nước Pháp. Xã này nằm ở khu vực có độ cao trung bình mét trên mực nước biển.
Tại đây có lâu đài Castelnau-de-Lévis xây thế kỷ 13 bởi Gicard Alamon, và được xây lại bởi Lévis vào thế kỷ 15.
Lâu đài này đã được Bộ Văn hóa Pháp đưa vào danh sách các di tích lịch sử năm 1909.